# Vouwcaravan

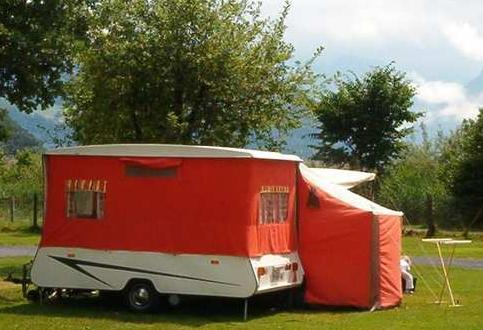
Een vouwcaravan in uitgevouwen toestand (merk Paradiso)

Een vouwcaravan is een inklapbare caravan. De wanden kunnen naar binnen worden geklapt in een vaste bak - de onderkant van de caravan - waarna het dak als deksel de bak afdekt.
Bij ingeklapte vorm is een vouwcaravan als aanhangwagen te vervoeren. Bij de vouwcaravan is het deksel van de aanhanger ook het dak van de vouwcaravan. Bij het ene merk (Paradiso) tilt men het dak handmatig omhoog, te beginnen aan de disselzijde door middel van een dubbel scharnier. Daarna de achterkant en de wanden trekken zich vanzelf strak. Men dient wel het scharnier midden en onder vast te zetten met splitpennen. Het keukenblok dient opgestapeld te worden tot volwaardige keuken. Bij een ander merk (iCamp) gaat het dak elektrisch met een afstandsbediening omhoog en is de keuken uitschuifbaar naar buiten.
Het "vouwgedeelte" bestaat dan ook alleen uit de verticale wanden. De eerste modellen waren van oranje tentdoek (zie foto), latere modellen met zeil. Tegenwoordige modellen gebruiken ook geïmpregneerd katoen. De wanden kunnen naar binnen worden geklapt in de vaste bak -de onderkant van de caravan- waarna het dak (als deksel) de bak afdekt.
Bij ingeklapte vorm is een vouwcaravan als aanhangwagen te vervoeren. In uitgeklapte staat is het een volwaardige caravan waar aan een voortent kan worden vastgemaakt door middel van een rail met pees. De zijkanten van de voortent dienen geritst te worden aan de opgetrokken wanden. Een aanbouw aan de zijkant kan ook worden gerealiseerd door middel van railstokken met pezen. Zowel links als rechts is mogelijk.